# 초동초등학교 반월분교
초동초등학교 반월분교는 대한민국 경상남도 밀양시 초동면 초동중앙로 18 (대곡리)에 있었던 공립 초등학교이다.

## 학교 연혁
- 1940년 3월 12일 초동공립심상소학교 부설 반월간이학교 설립
- 1944년 3월 2일 초동공립국민학교 반월분교장 승격
- 1947년 5월 26일 반월국민학교 인가
- 1996년 3월 1일 반월초등학교로 개칭
- 1999년 2월 23일 제50회 졸업식(총 3023명)
- 1999년 3월 1일 초동초등학교 반월분교
- 1999년 9월 1일 본교로 통폐합